# El secretario (serie de televisión)
El secretario es una serie de televisión argentina de drama judicial emitida por la TV Pública. La historia gira en torno a Julio Brigante, un secretario de fiscal de un alto coeficiente intelectual, que acude a hechos correspondientes a su fiscalía. Está protagonizada por Alejandro Awada, Diego Alonso, Nicolás Condito, Matías Apostolo y Mónica Divella. La serie tuvo su estreno el domingo 19 de abril del 2020.

## Sinopsis
La trama presenta los casos que Brigante debe reconstruir desde la escena del crimen para el posterior armado del expediente judicial. Esa “reconstrucción” se proyecta desde el imaginario de Brigante quien, a partir de evidencias en la escena, imagina en su mente el transcurrir de los hechos.

## Actores
- Alejandro Awada como Julio Brigante
- Diego Alonso
- Claudio Rissi
- Pompeyo Audivert
- Lola Berthet
- Malena Pichot
- Gonzalo Urtizberea
- Nicolás Condito
- Matías Apostolo
- Lourdes Invierno
- Chucho Fernández
- Ruben Noceda
- Pablo Picotto
- Enrique Alejandro Oliva
- Mónica Divella